# GRB 080916C
GRB 080916Cは、2008年9月16日23時13分(UTC)に、りゅうこつ座の方向で発見されたガンマ線バーストである。

## エネルギー
GRB 080916Cは、知られている中で最も高エネルギーのガンマ線バースト、かつ天文現象である。仮に全方向へ均等にエネルギーが放射されたと仮定すれば、そのエネルギーは超新星爆発の8,800倍に相当する8.8×1047Jである。このバーストで生じた物質は、最低でも光速の99.9999%の速度まで加速されたと推定されている。もっと明るいガンマ線バーストはいくつか存在するが、GRB 080916Cは23分と長い放射をしたため、総エネルギーが高くなった。ただし、現在ではガンマ線バーストは全方向に放射をせず、局所的な放射にとどまると考えられているため、それよりも低い可能性がある。

## 距離
GRB 080916Cの距離は、ヨーロッパ南天天文台(ESO)の望遠鏡に搭載された検出器「GROUND」を用い、残光を観測することによって行われた。その結果、バーストまでの距離は122億7,400万光年と分かった。